# فيديريكو إدواردز
فيديريكو إدواردز (بالإسبانية: Federico Edwards)‏ (مواليد 25 يناير 1931) هو لاعب كرة قدم. يلعب مع منتخب الأرجنتين لكرة القدم. سبق له أن لعب في كأس العالم لكرة القدم مع منتخب بلاده.

## روابط خارجية
- فيديريكو إدواردز على موقع الاتحاد الدولي (مؤرشف)  (الإنجليزية)
- فيديريكو إدواردز على موقع عالم كرة القدم.نت (الإنجليزية)